# Metodo neutronico
Il metodo neutronico , o neutronografia, è una prova non distruttiva radiografica utilizzata per indagare sull'integrità dei pezzi meccanici tramite l'uso di neutroni. Il neutrone, situato nel nucleo dell'atomo, è una particella subatomica fondamentale senza carica elettrica; un insieme di neutroni, movimentato lungo una direzione, genera un fascio neutronico.
Tale metodo è da ritenersi una via mediana tra il metodo radiologico e quello gammalogico, anche dal punto di vista dell'intrinseca pericolosità verso l'uomo. 

## Principio di funzionamento
Il fascio di neutroni, durante la prova, è sulla direzione del pezzo da esaminare e con verso orientato contro di questo; in tal modo il fascio investe e trapassa l'oggetto, uscendone più o meno attenuato in funzione dei difetti incontrati all'interno del pezzo.
I neutroni uscenti colpiscono il convertitore, il quale è costituito da una lastra che (se sollecitata) emette temporaneamente particelle di tipo α, β e radiazioni di tipo γ; il convertitore, dopo l'esposizione al fascio, è quindi in grado di impressionare una pellicola/lastra fotografica monocromatica a causa della radioattività emessa. Il convertitore è necessario, perché la sostanza della lastra fotografica può essere resa sensibile ai soli (in questo caso) raggi γ.
In funzione della densità e dello spessore del materiale, il fascio attraversa il pezzo e viene in parte assorbito con un'intensità {\displaystyle I} calcolabile:
{\displaystyle I=I_{0}\cdot e^{\mu \cdot x}}
dove:
- {\displaystyle I}: intensità delle radiazioni non assorbite;
- {\displaystyle I_{0}}: intensità dei raggi incidenti;
- {\displaystyle e}: numero di Eulero (o Nepero);
- {\displaystyle \mu }: coefficiente dipendente dal materiale;
- {\displaystyle x}: spessore attraversato.

### Concetto di orientamento del difetto

Cricca parallela al fascio

Cricca perpendicolare al fascio

Il difetto (per esempio una cricca) se è orientato perpendicolarmente al fascio risulterà alquanto difficile da vedere, perché il fascio (attraversando un vuoto corto) ha solo un brevissimo spazio entro cui non perde intensità, determinando quindi sulla fotografia una sfumatura più scura impercettibile. Mentre se il difetto è parallelo al fascio risulterà nettamente più visibile, a causa del vuoto più lungo incontrato dal fascio, che passando in quel punto mantiene la propria intensità, determinando pertanto una macchia nettamente più scura.
È perciò opportuno fare, per pezzi di una certa importanza, più di una fotografia; in genere si effettuano, in quei casi, due fotografie ortogonali.

## Fasi del metodo

### Produzione del fascio neutronico
I neutroni possono essere prodotti con tre metodi:
- con un reattore di fissione nucleare;
- con un acceleratore di neutroni;
- con una sorgente radioattiva.

### Esecuzione della radiografia

#### Metodo diretto

Fasi principali del metodo diretto

S'interpone l'oggetto tra la sorgente neutronica ed il convertitore, il quale è direttamente appoggiato sulla lastra fotografica; in questa maniera i neutroni ecciteranno il convertitore che contemporaneamente impressionerà la lastra fotografica.
Generalmente con questa maniera, come accade anche nei metodi radiologico e gammalogico, la lastra fotografica è racchiusa all'interno di una custodia; una volta impressionata, la lastra viene estratta in un'opportuna camera oscura per lo sviluppo.

Nell'animazione ci sono 4 fasi, nelle quali sono presenti un pezzo sezionato (con un ipotetico difetto al centro), il convertitore e la lastra fotografica:
1. il fascio di neutroni si avvicina al pezzo, secondo il verso indicato;
2. il fascio comincia a penetrare il pezzo, rimanendo però ancora "integro";
3. il fascio attraversa il pezzo, il convertitore e la lastra fotografica, perdendo meno intensità dove c'è il difetto (qui un'ipotetica bolla);
4. il fascio si allontana dal pezzo.

#### Metodo indiretto

Fasi principali del metodo indiretto

L'oggetto è sempre interposto tra sorgente e convertitore, ma non vi è la lastra fotografica: essa sarà impressionata in seguito (dopo aver spento il fascio di neutroni ed aver rimosso l'oggetto) quando sarà messa a contatto con il convertitore in camera oscura.

Nell'animazione ci sono 4 fasi, nelle quali sono presenti un pezzo sezionato (con un ipotetico difetto al centro), il convertitore e la lastra fotografica:
1. il fascio di neutroni si avvicina al pezzo, secondo il verso indicato;
2. il fascio comincia a penetrare il pezzo, rimanendo però ancora "integro";
3. il fascio attraversa il pezzo, il convertitore e la lastra fotografica, perdendo meno intensità dove c'è il difetto (qui un'ipotetica bolla);
4. il fascio si allontana dal pezzo;
5. il pezzo viene allontanato;
6. il convertitore viene messo a contatto, in camera oscura, con la lastra fotografica per impressionarla.

Tal metodo non è da preferire se vi è una manipolazione manuale del convertitore, perché si tratta comunque di un oggetto divenuto radioattivo che emana radiazioni di tipo γ, le quali sono altamente penetranti.

### Esame della fotografia
La lastra viene osservata manualmente da un operatore (usando apposite lampade), il quale determina la conformità del pezzo in base alle richieste del cliente.
Nella fotografia appare in chiaro il pezzo esaminato su sfondo scuro, le diverse sfumature del chiaro mostrano nel dettaglio il pezzo ed i suoi difetti.

## Applicazioni
Il metodo neutronico è usato insostituibilmente nell'ambito della produzione di energia nucleare, perché, essendo il neutrone neutro dal punto di vista della carica, non intacca elementi delicati come le barre di controllo (delle quali si esamina l'integrità ed il consumo) e dei materiali che schermano le radiazioni.
Oltre al campo nucleare la radiografia neutronica si usa anche per controllare saldature, brasature, fusioni e circuiti integrati.

## Vantaggi
- documentazione permanente della prova;[5]
- precisione bidimensionale dei pezzi;[5]
- neutralità della carica del fascio di neutroni.[5]

## Svantaggi
- in generale si effettuano due fotografie ortogonali per rilevare i difetti e controllare la forma;[5]
- le fotografie sono di difficile interpretazione quando i pezzi possiedono una geometria complessa.[5]